# ستريت كلارك
ستريت كلارك (بالإنجليزية: Straight Clark)‏ هو لاعب كرة مضرب أمريكي، ولد في 10 فبراير 1925 في دي موين في الولايات المتحدة، وتوفي في 10 فبراير 1995 في Haverford, Pennsylvania ‏ في الولايات المتحدة.

## وصلات خارجية
- ستريت كلارك على موقع رابطة محترفي التنس (الإنجليزية)
- ستريت كلارك على موقع الاتحاد الدولي لكرة المضرب (الإنجليزية)
- ستريت كلارك على موقع كأس ديفيز (الإنجليزية)
- ستريت كلارك على موقع أرشيف التنس.كوم (الإنجليزية)
- ستريت كلارك على موقع بطولة ويمبلدون (الإنجليزية)
- ستريت كلارك على موقع خلاصة التنس.كوم (الإنجليزية)